# Mokobody
Mokobody ist ein Dorf sowie Sitz der Landgemeinde im Powiat Siedlecki der Woiwodschaft Masowien, Polen.

## Gemeinde
Zur Landgemeinde Mokobody gehören 31 Ortschaften mit einem Schulzenamt:
Bale
Dąbrowa
Jeruzale
Kapuściaki
Kisielany-Kuce
Kisielany-Żmichy
Książopole-Jałmużny
Księżopole-Smolaki
Męczyn
Męczyn-Kolonia
Mokobody
Mokobody-Kolonia
Niwiski I
Niwiski II
Osiny Dolne
Osiny Górne
Pieńki
Skupie
Świniary
Wesoła
Wólka Proszewska
Wólka Żukowska
Wyłazy
Zaliwie-Brzozówka
Zaliwie-Piegawki
Zaliwie-Szpinki
Zemły
Ziomaki
Żuków